# Samuel Wanjiru
Samuel Kamau Wanjiru (Nyahururu, 10 de noviembre de 1986-Nyahururu, 15 de mayo de 2011) fue un atleta keniano especialista en carreras de larga distancia que se proclamó campeón de la prueba de maratón en los Juegos Olímpicos de Pekín 2008, batiendo además el récord olímpico con 2h06:32.

## Trayectoria

### Primeros años
Comenzó a practicar atletismo a los 15 años. Pertenecía a la etnia Kĩkũyũ y no a la kalenjin (de donde han salido la  mayoría de grandes corredores). En 2002 se trasladó a vivir a Japón en un intercambio de estudiantes, y se graduó en la escuela secundaria de Sendai en 2005. Ese mismo año pasó a formar parte del club Toyota Yushu Company de Fukuoka, entrenando a las órdenes de Koichi Morishita, subcampeón olímpico en Barcelona 1992.

### Récords del mundo
El 11 de septiembre de 2005 consiguió batir en Róterdam el récord mundial de media maratón con una marca de 59:16, solo un segundo menos de la marca que poseía su compatriota Paul Tergat con 59:17.
Pocos meses más tarde el etíope Haile Gebrselassie le quitó el récord con 58:55, pero el 17 de marzo de 2007, Wanjiru volvió a batirlo en La Haya con 58:33. En 2010 perdería el récord a manos de Zersenay Tadesse, que corrió la distancia en un tiempo de 58:23 en Lisboa. 
Corrió su primera maratón en Fukuoka el 2 de diciembre de 2007, ganando con 2h06:39, la tercera mejor marca mundial de ese año.
El 13 de abril de 2008 participó en la prestigiosa maratón de Londres, consiguiendo la segunda posición con 2h05:24. La carrera fue ganada por su compatriota Martin Lel con 2h05:15. Unos años después, volvió a participar en el maratón de Londres, esta vez consiguiendo la victoria con un tiempo de 2h05:10.

### Oro olímpico
La prueba de maratón de los Juegos Olímpicos de Pekín 2008 tuvo lugar el 24 de agosto, con salida en la Plaza de Tiananmen y llegada en el Estadio Nacional. Tomaron parte 98 corredores, 26 de los cuales tenían marcas acreditadas por debajo de las dos horas y nueve minutos. Las condiciones climáticas eran mucho mejores de las inicialmente previstas, con 24º de temperatura y un 52% de humedad.
El ritmo fue muy rápido desde el inicio, con kenianos y etíopes tirando muy fuerte. Pronto se formó en cabeza un grupo de favoritos, que con el paso de los kilómetros se iba reduciendo cada vez más. En el km 20 ya sólo quedaban cinco: los kenianos Samuel Wanjiru y Martin Lel, el etíope Deriba Merga, el eritreo Yonas Kifle y el marroquí Jaouad Gharib. La media maratón se pasó en 1h02:34.

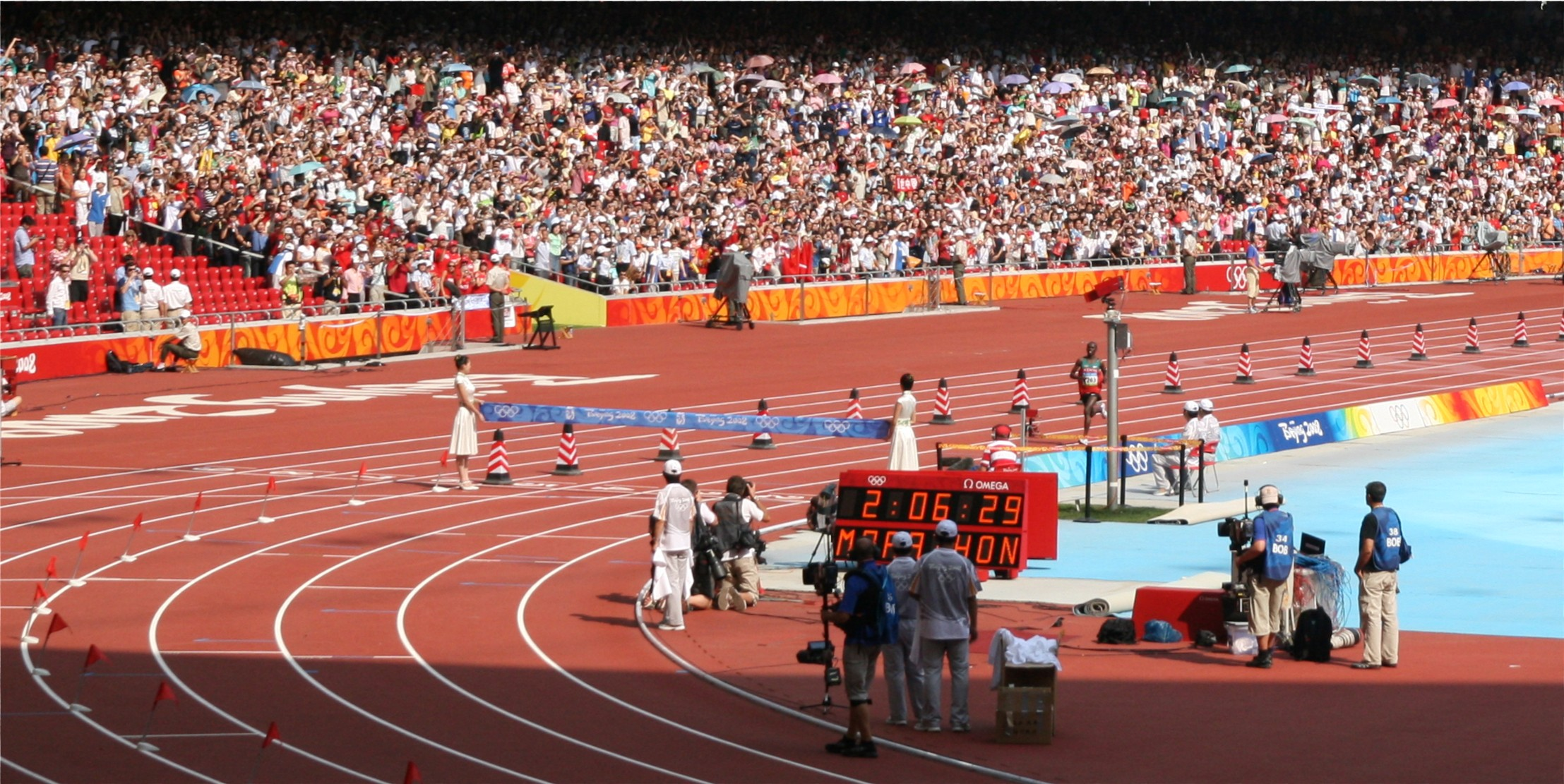
Wanjiru aproximándose a la meta de la maratón de los Juegos Olímpicos de Pekín 2008.

Al paso por el km. 30 ya sólo quedaban tres en cabeza: Wanjiru, Merga y Gharib. Aunque Gharib fue el primero en quedarse, luego volvió a conectar con los otros dos. Poco después fue el etíope Merga quien perdió contacto, quedando solo Wanjiru y Gharib.
A falta de cuatro kilómetros para el final, Wanjiru lanzó su ataque definitivo, dejando solo al marroquí y marchándose en solitario hacia la meta. Wanjiru llegó ampliamente destacado al Estadio y ganó con un nuevo récord olímpico de 2h06:32. El anterior récord estaba en poder del portugués Carlos Lopes desde Los Ángeles 1984 con 2h09:21.
Wanjiru se convirtió así en el primer corredor keniano en ganar un maratón olímpica. La medalla de plata fue para Gharib (2h07:16) y la de bronce para el etíope Tsegay Kebede (2h 10:00), que superó en los últimos metros a su compatriota Merga, completamente desfondado.

## Vida personal
Su hermano menor, Simon Njoroge, y su primo, Joseph Riri, son también corredores de larga distancia.
Wanjiru se casó por el rito tradicional con Mary Wacera, con quien tuvo una hija. Posteriormente contrajo matrimonio legal con Tereza Njeri, quien en diciembre de 2010 lo acusó de amenazarla con un rifle de asalto AK-47, si bien posteriormente retiró los cargos. En el momento de su muerte también estaba prometido con Judy Wambui, con quien tuvo un hijo póstumo.

### Fallecimiento
El 14 de mayo de 2011, a los 24 años de edad, falleció tras caer desde el balcón de su casa en Nyahururu, según fuentes policiales. Las heridas internas que sufrió imposibilitaron su reanimación en el hospital.
Según la policía, su esposa volvió a casa y lo encontró en la cama con otra mujer, tras lo cual los encerró en la habitación y salió corriendo de allí. Al intentar escapar de allí, Wanjiru saltó por el balcón y falleció.

## Marcas personales

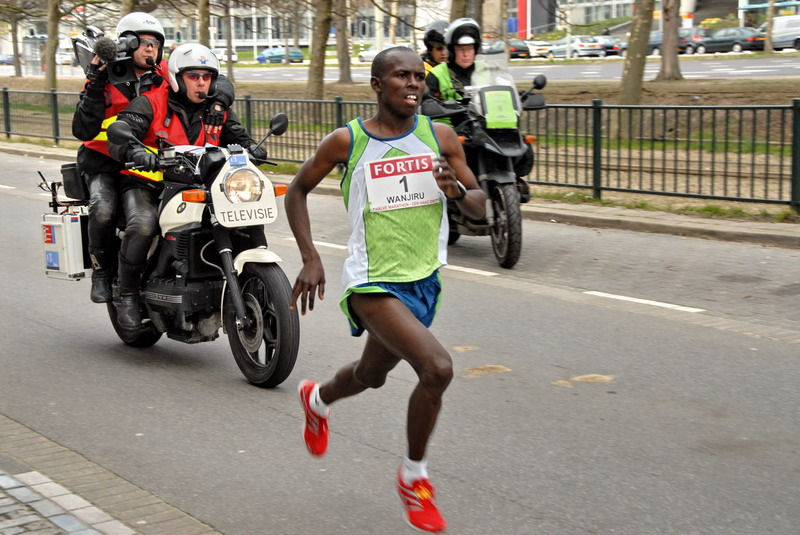
Samuel Wanjiru rompiendo el récord mundial en la media maratón de 2007.

- 1.500 metros - 3:50.28 (Nagasaki, 30 de julio de 2003)
- 5.000 metros - 13:12.40 (Hiroshima, 29 de abril de 2005)
- 10.000 metros - 26:41.75 (Bruselas, 26 de agosto de 2005)
- Media Maratón - 58:33 (La Haya, 17 de marzo de 2007)
- Maratón - 2h 05:10 (Londres, 26 de abril de 2009)